# Wolfgang Schreier
Wolfgang Schreier (* 27. November 1929 in Leipzig; † 4. März 2022) war ein deutscher Physiker und Historiker, der auf die Geschichte der Naturwissenschaften, speziell der Physik, spezialisiert war.

## Leben und Leistungen
Wolfgang Schreier war von 1969 bis 1975 wissenschaftlicher Assistent und anschließend bis 1987 wissenschaftlicher Oberassistent am Karl-Sudhoff-Institut für Geschichte der Medizin und der Naturwissenschaften an der Karl-Marx-Universität Leipzig. Im November 1970 promovierte er in Leipzig an der Sektion Physik mit der Arbeit Historisch-kritischer Vergleich der Entwicklungslinien der Elektrodynamik bis zum Aufbau der elektromagnetischen Lichttheorie. Ein Beitrag zum Strukturwandel der Physik im 19. Jahrhundert bei Hans Wußing. Die Promotion B folgte im Juni 1984 mit der Schrift Zu den Wechselbeziehungen von Physik, insbesondere Elektrophysik, und entstehender Elektrotechnik in der Zeit der Ausbreitung der Industriellen Revolution (1820 bis 1870). Eine Studie zum frühen wissenschaftlich-technischen Fortschritt im Vorfeld der Elektrifizierung. 1987 wurde Schreier außerordentlicher Hochschuldozent für die Geschichte der Naturwissenschaften, 1992 Dozent an der Universität Leipzig. Seine Biografie zu Thomas Alva Edison erlebte in der DDR vier Auflagen, seine Geschichte der Physik bis 2002 drei Auflagen.

## Schriften
- Thomas Alva Edison (= Biographien hervorragender Naturwissenschaftler, Techniker und Mediziner. Band 23). Teubner, Leipzig 1976.
- Herausgeber: Biographien bedeutender Physiker. Eine Sammlung von Biographien. Volk und Wissen, Berlin 1984.
- Geschichte der Physik. Ein Abriss. DVW, Berlin 1988, ISBN 3-326-00094-4.
- Die Entstehung der Funktechnik. Deutsches Museum, München 1996, ISBN 3-924183-35-X.